# Megaselia melanderi
Megaselia melanderi är en tvåvingeart som beskrevs av Borgmeier 1964. Megaselia melanderi ingår i släktet Megaselia och familjen puckelflugor.
Artens utbredningsområde är Florida. Inga underarter finns listade i Catalogue of Life.